# بردگوری سرتنگ مسن ۲
بردگوری سرتنگ مسن ۲، در شهرستان لردگان و روستای سرتنگ مسن واقع شده است. این اثر در تاریخ ۱۹ مرداد ۱۳۸۴ با شمارهٔ ثبت ۱۲۸۵۵ به‌عنوان یکی از آثار ملی ایران به ثبت رسیده است.